# Alia Atreides
Alia Atreides is een personage in het Duin-universum, gecreëerd door Frank Herbert.
Alia is de jongere zus van hoofdpersoon Paul Atreides. Haar bewustzijn verandert permanent tijdens de levenswater-ceremonie die haar moeder, Vrouwe Jessica ondergaat. Volgens de roman werd Alia Atreides geboren in 10191, acht maanden nadat haar familie van de planeet Caladan naar Arrakis was verhuisd.
De Vrijmans (bewoners van de woestijn) waar Jessica en haar zoon Paul Muad'Dib hun toevlucht hebben gezocht, weten niets van Jessica's zwangerschap, maar ze hebben een dringende behoefte om uit de sietch te ontsnappen. Hun Eerwaarde Moeder kan hen echter niet volgen en iemand moet haar plaats innemen. De legendes waarop de twee Atreïdes voor hun voortbestaan hebben vertrouwd, keren zich dus tegen hen: de recente weduwe van hertog Leto kent de effecten die het rauwe levenswater zal hebben op de dochter die ze draagt, maar op dit punt kan hij de ceremonie niet weigeren.
Het resultaat is de creatie van iets waar Jessica's superieuren in het zusterschap Bene Gesserit al lang bang voor zijn en de gruwel noemen: een kind geboren met volledig bewustzijn en kennis van haar voorouderlijke herinneringen.
Later zal Alia bezeten worden door de persoonlijkheid van haar grootvader van moederskant (de bloeddorstige baron Vladimir Harkonnen, Jessica's geheime vader, die Alia zelf had vermoord in de jihad die haar broer op Arrakis had ontketend). Uiteindelijk zal Alia zelfmoord plegen om niet te bezwijken voor de gruwel en waanzin, nadat ze heeft geprobeerd haar eigen familie te vernietigen.

## In bewerkingen
In de film Dune uit 1984 wordt het personage gespeeld door Alicia Witt. In de film Dune: Part Two uit 2024, het vervolg van Dune uit 2021, portretteerde Anya Taylor-Joy Alia als cameo. In de miniserie Dune werd zij gespeeld door Laura Burton en in het vervolg Children of Dune door Daniela Amavia.